# Södra Älten
Södra Älten är en sjö i Alvesta kommun i Småland och ingår i Lagans huvudavrinningsområde. Sjön är 3,5 meter djup, har en yta på 0,0666 kvadratkilometer och befinner sig 213 meter över havet.

## Delavrinningsområde
Södra Älten ingår i det delavrinningsområde (632870-141847) som SMHI kallar för Utloppet av Yasjön. Medelhöjden är 226 meter över havet och ytan är 27,77 kvadratkilometer. Det finns inga avrinningsområden uppströms utan avrinningsområdet är högsta punkten. Bankeån som avvattnar avrinningsområdet har biflödesordning 4, vilket innebär att vattnet flödar genom totalt 4 vattendrag innan det når havet efter 183 kilometer. Avrinningsområdet består mestadels av skog (76 %). Avrinningsområdet har 2,26 kvadratkilometer vattenytor vilket ger det en sjöprocent på 8,1 %.